# Futile
Futile – wydany w 1999 roku debiutancki album fińskiego zespołu Rapture grającego muzykę z pogranicza death i doom metalu.

## Lista utworów
1. Intro – 2:25
2. To Forget – 6:23
3. This Is Where I Am – 5:45
4. The Fall – 4:48
5. While the World Sleeps – 5:01
6. Futile – 6:46
7. Someone I (Don't) Know – 7:42
8. (About) Leaving – 8:01